# Marcel Duft
Marcel Duft (* 13. Oktober 1981 in Frankfurt am Main) ist ein ehemaliger deutscher Footballspieler.

## Laufbahn
Der aus Frankfurt am Main stammende Duft spielte zunächst Football in seiner Heimatstadt, er wurde in die Jugendauswahl Hessens berufen. Ab dem Jahr 2000 spielte der Wide Receiver für die später in Rhein-Main Razorbacks umbenannte Rüsselsheimer Mannschaft in der höchsten deutschen Liga, der GFL. Er nahm mit der deutschen Nationalmannschaft an der Weltmeisterschaft 2003 teil und erreichte mit der Auswahl dort den dritten Rang.
In den Spieljahren 2004 und 2005 gehörte er dann den Braunschweig Lions an. Mit den Niedersachsen wurde er 2004 deutscher Vizemeister sowie 2005 deutscher Meister. Er wurde als bester Akteur des Endspiels um die deutsche Meisterschaft ausgezeichnet, nachdem er mit drei Touchdowns in großem Maße zum Sieg über die Hamburg Blue Devils beigetragen hatte. Unterbrochen wurde seine Braunschweiger Zeit durch einen Aufenthalt in den Vereinigten Staaten im Frühjahr 2005, als er als Spieler in der Hallenliga National Indoor Football League (NIFL) tätig war. Dort wurde Duft Mitglied der Mannschaft River City Rage, die von seinem früheren Rüsselsheimer Trainer Mike Wyatt betreut wurde.
Zur Saison 2006 schloss er sich den Marburg Mercenaries an. 2007 gewann Duft zum zweiten Mal mit der deutschen Nationalmannschaft Bronze bei einer Weltmeisterschaft. Im 2011er Spieljahr gehörte er zur Mannschaft der Wiesbaden Phantoms und blieb dort eine Saison lang, ehe er seine Laufbahn beendete. Er arbeitete als Trainer für die hessische Jugendauswahl, 2013 wurde Duft Mitglied des Trainerstabs der Marburg Mercenaries und zeichnete dort fortan für Koordinierung des Angriffsspiels verantwortlich.